# Кустоса
Кустоса (фр. Coustaussa) насеље је и општина у јужној Француској у региону Лангдок-Русијон, у департману Од која припада префектури Лиму.
По подацима из 2011. године у општини је живело 54 становника, а густина насељености је износила 12,08 становника/km². Општина се простире на површини од 4,47 km². Налази се на средњој надморској висини од 318 метара (максималној 548 m, а минималној 235 m).

## Демографија
| 1962. | 1968. | 1975. | 1982. | 1990. | 1999. | 2011. |
| ----- | ----- | ----- | ----- | ----- | ----- | ----- |
| 62    | 69    | 59    | 52    | 43    | 49    | 54    |

График промене броја становника у току последњих година